# Tricoptilosi
La tricoptilosi (conosciuta comunemente con il nome di doppie punte) è un'anomalia delle punte dei capelli o della barba, le quali si presentano biforcute.

## Cause
La tricoptilosi deriva dell'uso inappropriato di prodotti troppo aggressivi come shampoo alcalini, creme stiranti e permanenti, colorazioni aggressive e/o di scarsa qualità e decoloranti, uso esagerato di piastre stiranti/arriccianti, uso di spazzole con setole sintetiche, spazzolature troppo forti.

## Cura
La miglior cura è la prevenzione. In caso di tricoptilosi è opportuno far tagliare via le punte da un professionista ed usare dei prodotti specifici.